# Anna Rosselló
Anna Rosselló i Elias, född 3 december 1923 i Flix, död 21 april 2020 i Sant Pere de Riudebitlles, var en spansk (katalansk) författare och esperantist. Hon arbetade bland annat för statslösa folks rättigheter, genom resor i Syd- och Centralamerika och under Francotiden för hemregionen Katalonien.

## Biografi
Rosselló föddes 1923 i Flix vid Ebros strand i västra Katalonien och hennes uppväxt präglades av tidens politiska motsättningar. Hennes två bröder kämpade under inbördeskriget på den spanska republikens sida och därefter dömdes båda av krigsdomstolar. Den ene brodern fick sju år i fängelse, medan den andre valde att gå fransk landsflykt. De nya spanska myndigheterna försökte få honom att återvända till Spanien, genom att även fängsla brödernas far; denne avled 1940 i fängelse, enligt den officiella versionen sedan han "fallit utför en trappa". 
Vid besök i Andorra 1950 lärde Anna Rosselló känna Josep Travesset, en avlägsen släkting från Balaguer. Travesset hjälpte sedan till med att skicka post till Annas bror i exil norr om gränsen. Travesset, som också flytt undan Francoregimen, hade hamnat i Andorra mot slutet av andra världskriget, sedan han en tid varit internerad i det stora interneringslägret i Argelès-sur-Mer söder om Perpignan. Den tyska ockupationsmakten hade senare satt honom i tvångsarbete vid en fabrik i Tyskland, varifrån han dock lyckades fly mot slutet av kriget.

### Giftermål, Latinamerika
Relationen mellan Rosselló och Travesset djupnade, de gifte sig och slog sig efter kriget ner i Barcelona. Travessets republikanska förflutna hann dock upp honom och han dömdes till ett längre fängelsestraff. Efter hans frigivning 1956 valde paret att utvandra till Brasilien tillsammans med deras då drygt tvååriga dotter Carme Travesset. Orsaken var det fortsatta politiska förtrycket i Francos Spanien, liksom förhoppningar att kunna komma bort från allmänt knappa levnadsvillkor.
Efter att familjen bott en tid i São Paulo, inledde de en längre resa som skulle komma att ta dem runt i Brasilien och till Bolivia, Peru, Ecuador, Colombia, Panama, Costa Rica, Nicaragua, Honduras, El Salvador och Guatemala. De ville lära mer om hur olika indianfolk levde, på en kontinent som erövrats av conquistadorer och där många indianer tidigare levt som slavar. Under resans gång – som de mestadels företog med hästdragen vagn – deltog de i olika konferenser och möten organiserade av olika universitet och organisationer som delade deras intresse. Sedan familjen vägrats visum till Mexiko fick de vända om och styra kosan mot Panama igen.

### Tillbaka i Spanien
Efter åtta år i Latinamerika återvände familjen 1965 till Spanien och Barcelona. De hade under dessa år fått lov att klara sig på de små inkomsterna från konferensframträdanden och olika konstutställningar och med olika gåvor från folk som de lärde känna. Anna Rossellós bok L'Amèrica marginada ('Amerika i marginalen') från 1978 skildrade de här åren av undersökningar och kontakter med olika amerikanska urfolk.
Totalt kom Rosselló att författa ett drygt 20-tal böcker – den första utgiven 1972. Ämnena i böckerna växlar mellan reseskildringar och essäer omkring katalansk kultur och familjens egna erfarenheter av Francos Spanien.
Även dottern Carme Travesset blev i mitten av 1970-talet politiskt engagerad. Hon gick 1975 med i det  vänsterradikala PSAN-Provisional, en då olaglig katalansk självständighetsrörelse grundad året innan. Hon fängslades ett antal gånger och utsattes vid ett tillfälle för fem dagars tortyr, på det dåvarande polishögkvareret vid Via Laietana i Barcelona.
Vid sidan av intresset för ursprungsfolk och hemregionen Katalonien var Anna Travesset aktiv esperantist, och boendet i São Paulo ordnades tack vare esperantistiska kontakter. Före sin död i april 2020 var den då 96-åriga Travesset en av de sista kvarvarande katalanska politiska aktivisterna från spanska inbördeskrigets dagar.